# Обер-Гільберсгайм
Обер-Гільберсгайм (нім. Ober-Hilbersheim) — громада в Німеччині, розташована в землі Рейнланд-Пфальц. Входить до складу району Майнц-Бінген. Складова частина об'єднання громад Гау-Альгесгайм.
Площа — 7,38 км2. Населення становить 969 ос. (станом на 31 грудня 2020).

## Галерея

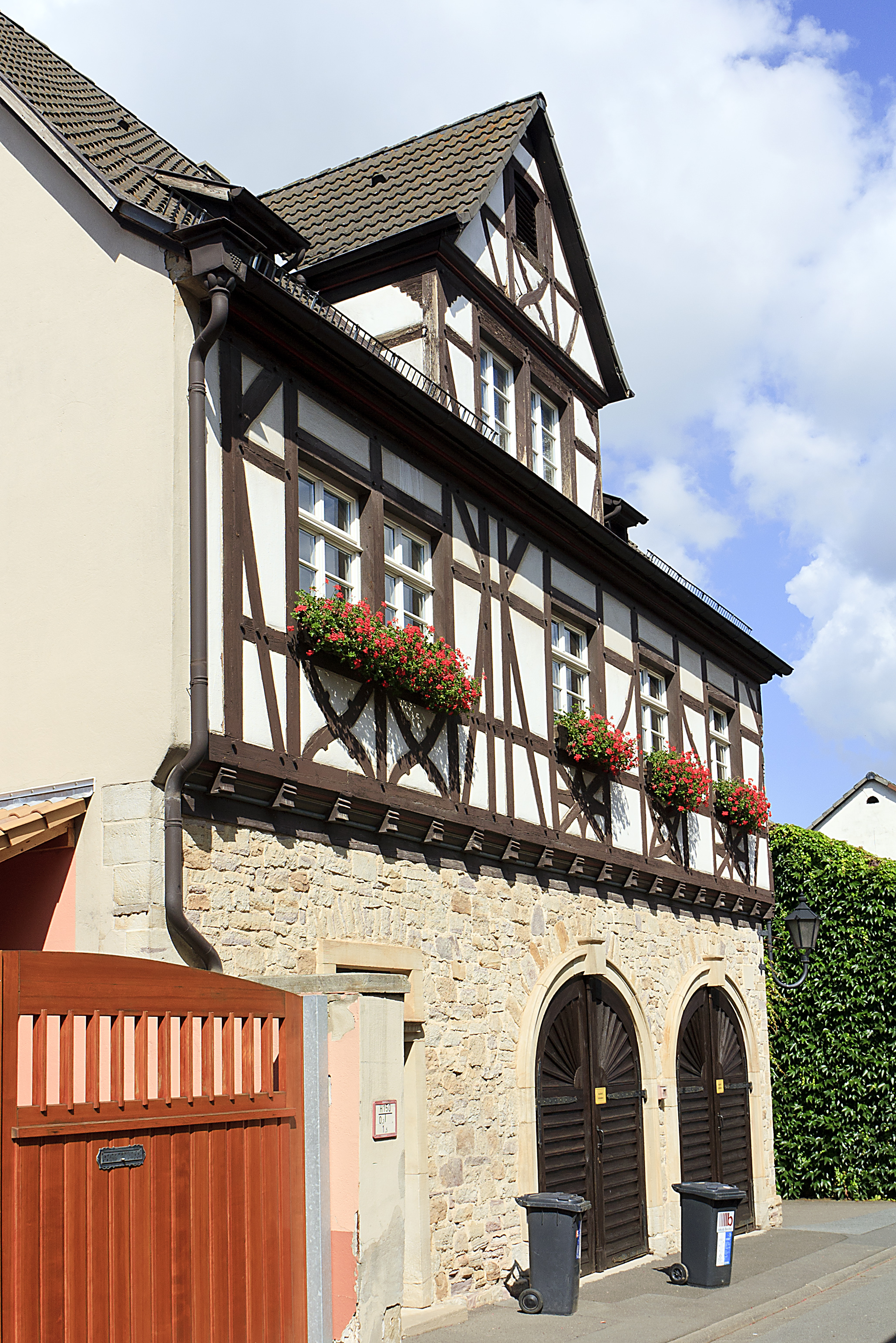
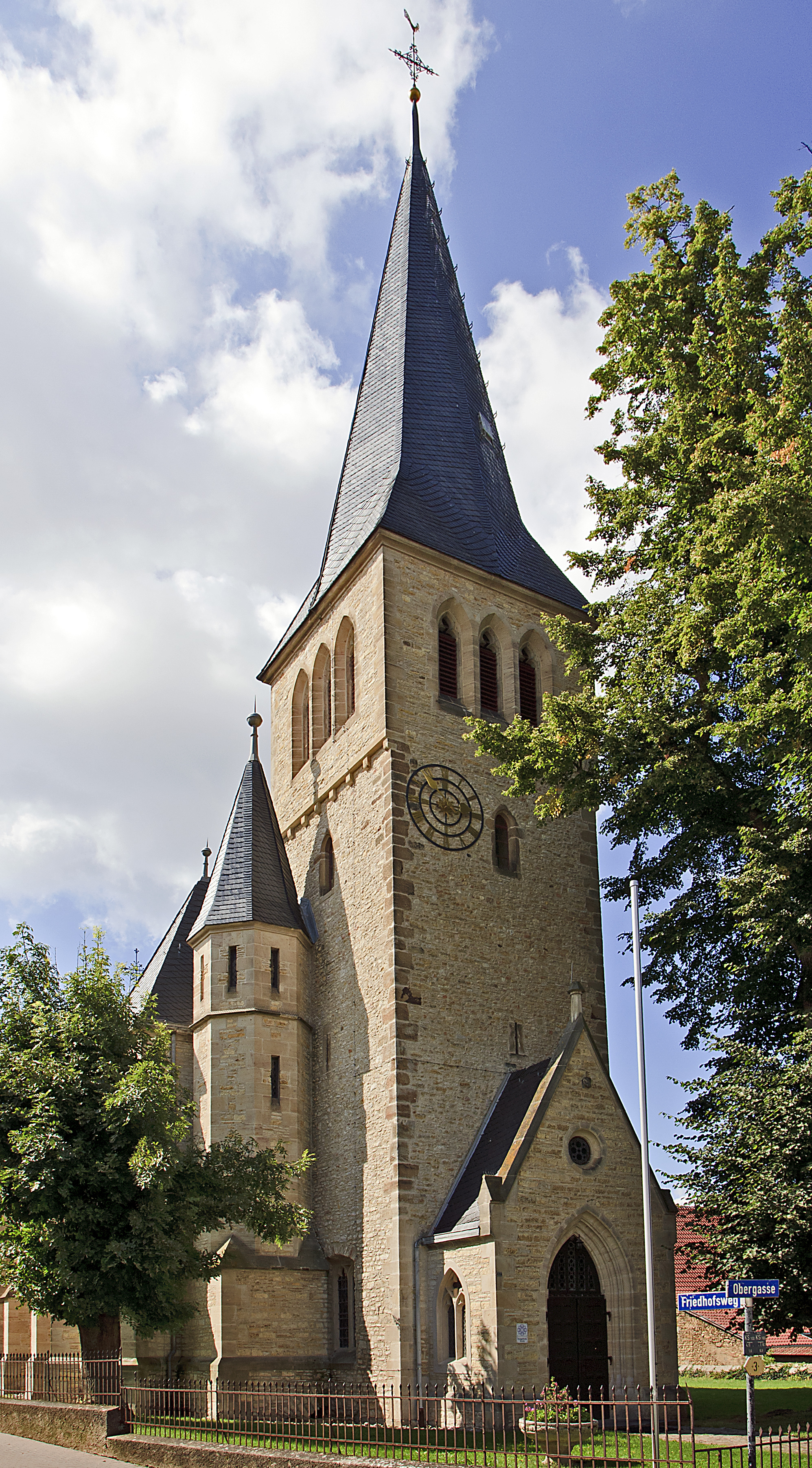
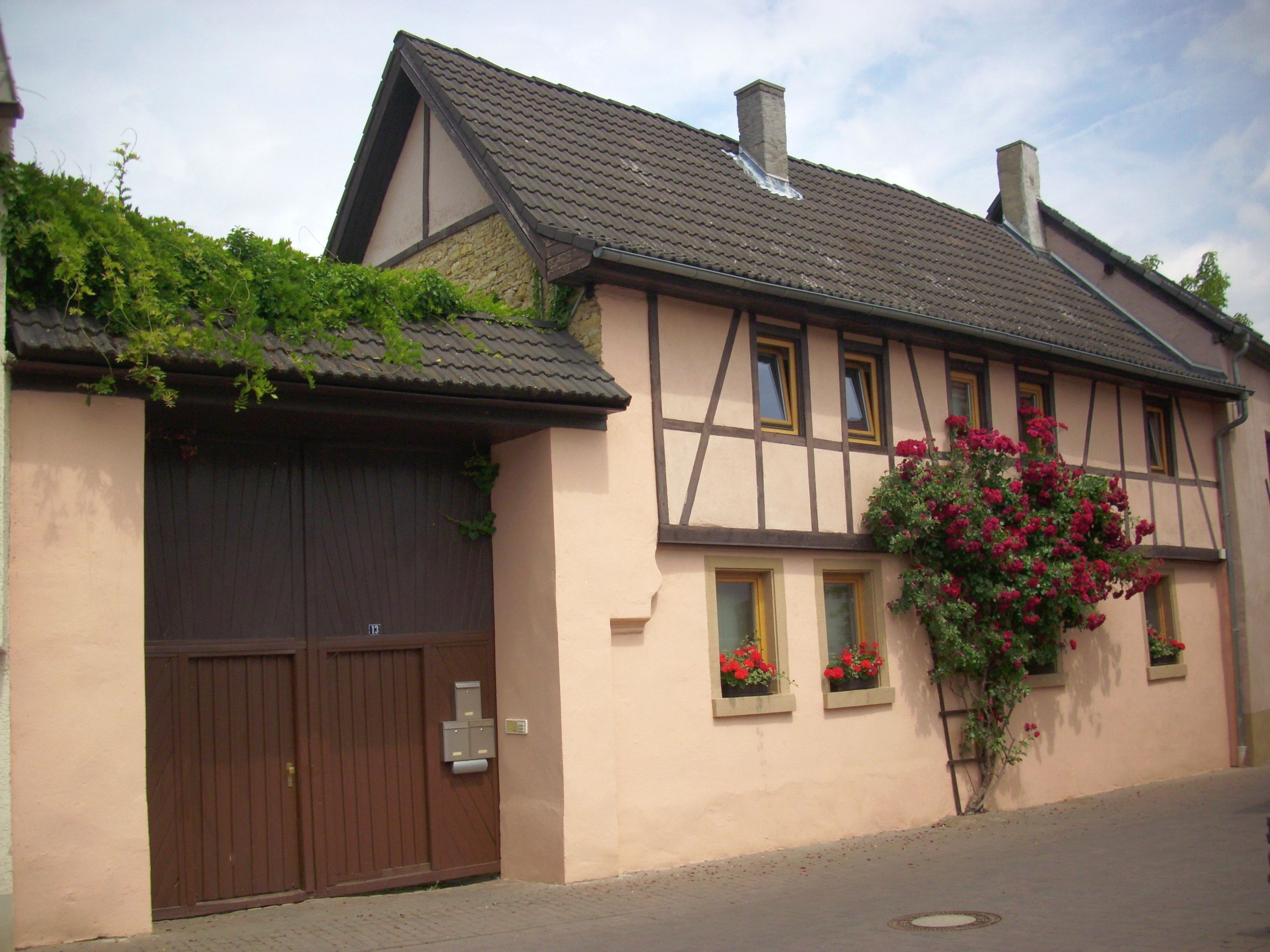